# Бардон, Франц
Франц Бардон (чеш. František Bardon; 1 декабря 1909, Kateřinky, Опава — 10 июля 1958, Брно) — чешский оккультист.

## Биография
О биографии Ф.Бардона имеется мало достоверных сведений. Родился в Опаве (немецкое название — Троппау, в то время — территория Австро-Венгрии), был единственным сыном христианского мистика Виктора Бардона. В 1920-х годах Франц входил в окружение известного германского оккультиста Фридриха  Квинтшера, создавшего в 1923 году «Орден Ментальных Архитекторов»; впоследствии Квинтшер и Бардон играли видную роль в неоязыческом Обществе Адониса.
В 1920-х годах Ф. Бардон взял себе псевдоним «Фрабато» (акроним от Франц Бардон — Троппау — Опава), под которым выступал с лекциями, пользовавшимися большой популярностью в оккультных кругах, и публиковал свои труды. После прихода к власти национал-социалистов подвергался преследованиям, в 1941 году был арестован и содержался в концлагерях Бреслау и Троппау. В конце войны ему удалось бежать из концлагеря (по другой версии, был освобождён из концлагеря частями Красной Армии). После войны окончил в Мюнхене школу народной  медицины и работал в Чехословакии как целитель и экстрасенс. Деятельность Бардона вызвала негативную реакцию властей, он был арестован органами безопасности и умер в заключении в Брно от перитонита 10 июля 1958 года.

## Взгляды
Метафизическая система Бардона начинается с посвящения в герметизм и развивается в его последующих трудах. Согласно его взглядам, высшей сущностью является «акаша», связанная с Богом и платоновским «миром идей», и содержащая четыре стихии: землю, огонь, воздух и воду. Эти четыре базовых элемента составляют суть всех процессов в каждом из трех миров — ментальном, астральном и физическом. Бардон также использует понятия «электрических» и «магнитных» сил для обозначения неких «универсальных» активных и пассивных сил соответственно, которые проявляются в положительных и отрицательных аспектах четырёх базовых элементов. Воздух и земля считаются псевдоэлементами, так как они возникают только из взаимодействия огня и воды.
Три мира («плана») Бардон описывает следующим образом: высшей реальностью является ментальный мир, или ментальный план, хранимый неделимой акаша, который является истинным и вечным эго. Если акаша даёт ощущение мира идей, то ментальный план приводит эти идеи в движение. Астральный план находится ниже ментального, содержит архетипы физического мира, и в некоторой степени жизненную энергию; низшим является физический мир (план). Каждый из этих миров образует матрицу для нижележащего мира. По аналогии, люди также имеют три тела, с соответствующим присутствием в каждом из этих трёх миров (планов); разрыв связи между любыми двумя из этих миров вызывает растворение низших форм (или смерть).
Уникальность людей, по Бардону, заключается в том, что только они являются «тетраполярными», то есть содержат в себе все четыре элемента, плюс пятый — акаша или Божественный элемент. Эта концепция составляет суть учения Бардона, которое требует от индивида преодоления личных недостатков и достижения тетраполярного баланса — только тогда возможен духовный прогресс. Бардон неоднократно подчеркивает, что индивид может достичь понимания себя и своей личной вселенной лишь в пределах сферы их осознания и своей духовной зрелости. Таким образом, более «сбалансированный» (и, следовательно, более развитый) адепт получает доступ к более полной реальности. Одним из побочных эффектов этого может быть проявление магических способностей.
Среди трудов Бардона наиболее известным является его трехтомный труд по герметической магии, включающий труды «Инициация в герметизм», «Практика магического воплощения» и «Ключ к Истинной Каббале». Высказывались предположения, что книга «Маг Фрабато» (Frabato the Magician), автором которой считают секретаря Бардона Отти Вотавову, может быть произведением самого Бардона, его замаскированной автобиографией.
Работы Бардона отличаются относительной простотой языка, теоретические разделы в них сравнительно невелики, в то же время они делают сильный акцент на духовные практики с многими упражнениями. Ученики Бардона, такие как Мартин Фолкс, Уильям Мистель и Рон Кларк считают его труды лучшими описаниями магических практик XX века.

## Публикации
- Brána k opravdovému zasvěcení: učební soustava o deseti stupních (část teoretická i praktická), Chvojkovo nakladatelství, Praha 1999 (6. vydání), 242 s., ISBN 80-86183-01-7
- Praxe magické evokace: návod k vyvolávání bytostí ze sfér, jež nás obklopují, Chvojkovo nakladatelství, Praha 2000 (4. vydání), 267 s., ISBN 80-86183-03-3
- Klíč k opravdové kabale: kabalista jako dokonalý vládce mikro a makrokosmu, Chvojkovo nakladatelství, Praha 1998 (3. vydání), 189 s., ISBN 80-86183-02-5
- (František Bardon + Josef Drábek) Pomůcka k introspekci neboli k sebepoznání: rozbor pozitivních (aktivních) a negativních (pasivních) vlastností podle čtyř živlů, Vodnář, Praha 2015 (1. vydání), 728 s., ISBN 978-80-7439-104-0